# Ronde de l’Oise
Die Ronde de l’Oise ist ein Straßenradrennen für Männer im Norden Frankreichs. 
Die kleine Rundfahrt führt in vier Etappen durch das Département Oise. Erstmals wurde das Rennen 1954 für Amateure ausgetragen (erster Sieger war Pierre Badosa) und war bis 2006 Teil des nationalen Kalenders in Frankreich, bis 1995 als Rundfahrt für Amateure. Seit der Saison 2007 steht das Rennen im Kalender der UCI und ist in die Kategorie 2.2 der UCI Europe Tour eingestuft. 

## Palmarès (ab 2007)
| Jahr | Sieger              | Zweiter               | Dritter                 |          |
| ---- | ------------------- | --------------------- | ----------------------- | -------- |
| 2007 | Fredrik Johansson   | Stian Remme           | David Tanner            |          |
| 2008 | Niels Brouzes       | Jakob Fuglsang        | Renaud Pioline          |          |
| 2009 | Steven Van Vooren   | Médéric Clain         | Jérémie Galland         |          |
| 2010 | Steven Tronet       | René Jørgensen        | Jonathan Thiré          |          |
| 2011 | Gediminas Bagdonas  | Kévin Lalouette       | Florian Vachon          |          |
| 2012 | Jean-Luc Delpech    | Wjatscheslaw Kusnezow | Rafaâ Chtioui           |          |
| 2013 | Vegard Breen        | Vincent Jérôme        | Glenn O’Shea            |          |
| 2014 | Magnus Cort Nielsen | Rudy Barbier          | Romain Feillu           |          |
| 2015 | Joshua Edmondson    | Vegard Stake Laengen  | Steven Tronet           |          |
| 2016 | Antonio Parrinello  | Bjørn Tore Hoem       | Nathan Van Hooydonck    |          |
| 2017 | Flavien Dassonville | Arnaud Gérard         | Rasmus Christian Quaade |          |
| 2018 | Henrik Evensen      | Fred Wright           | Josef Černý             |          |
| 2019 | Anthony Maldonado   | Marlon Gaillard       | Bjørn Tore Hoem         |          |
| 2020 | abgesagt            | abgesagt              | abgesagt                | abgesagt |
| 2021 | abgesagt            | abgesagt              | abgesagt                | abgesagt |
| 2022 | James Fouché        | Aritz Bagües          | Jason Tesson            |          |
| 2023 | Frank van den Broek | Alexis Gougeard       | Matisse Julien          |          |
| 2024 | Pierre Barbier      | Daniel Skerl          | Lars Vanden Heede       |          |
| 2025 | abgesagt            | abgesagt              | abgesagt                | abgesagt |